# Marie-Aude Murail
Pour les articles homonymes, voir Murail.
Œuvres principales
- Dinky rouge sang (1991)
- Oh, boy ! (2000)
- SIMPLE (2004)
- Miss Charity  (2008)
- L'assassin est au collège (1992)
- Baby-sitter blues (1989)
- série Sauveur & Fils (2016)

Marie-Aude Murail, née le 6 mai 1954 au Havre, est une autrice française. Elle est principalement connue pour ses romans destinés à la jeunesse, des premiers lecteurs aux jeunes adultes. Elle s'est essayée à tous les genres dans plus d'une centaine de titres : tranche de vie, policier, thriller, fantastique, fiction historique, science-fiction, biographie...
Ses livres abordent des thématiques variées : la quête de soi et le passage à l'âge adulte, la vocation (Miss Charity, Maïté Coiffure), le handicap (Simple), la santé mentale (Sauveur & Fils), les fratries et les familles recomposées, le militantisme politique, la cause des réfugiés sans-papiers (Vive la République !), l'homosexualité (dans Oh, boy !, son roman le plus connu), la transidentité, les inégalités sociales...

## Biographie

### Famille
Son père, Gérard Murail, est poète et sa mère, Marie-Thérèse Barrois, est journaliste ; un de ses frères, Lorris Murail, et sa sœur cadette, Elvire Murail (dite Moka), sont aussi écrivains. Le compositeur Tristan Murail est son frère aîné.
En 1973, elle épouse Pierre-Michel Robert, fonctionnaire de l'INSEE, avec qui elle a trois enfants, Benjamin (1977), Charles (1987) et Constance (1994).

### Carrière d'écrivaine
Marie-Aude Murail écrit depuis l'âge de douze ans.
Après des études de lettres modernes à la Sorbonne, achevées par une thèse  consacrée à l'adaptation du roman classique au public enfantin, elle fait son « apprentissage » aux Éditions mondiales, où elle publie entre 1980 et 1987 une centaine de nouvelles dans la presse féminine (Intimité, Nous Deux).
Au milieu des années 1980, elle publie ses deux premiers romans (pour adultes) chez l'éditeur suisse Pierre-Marcel Favre, Passage (1985) et Voici Lou (1986).
Depuis sa première histoire, C'est mieux d'être bleu, parue en septembre 1985 dans la revue Astrapi, elle a écrit plus de 80 textes pour la jeunesse et notamment quatre séries, les Émilien, les Nils Hazard, L'Espionne et dernièrement Sauveur & fils.
La plupart de ses romans sont publiés à L'École des loisirs, chez Bayard, chez Pocket et plus récemment chez Albin Michel jeunesse.
En 2018, elle publie à L'Iconoclaste En nous beaucoup d'hommes respirent, une autobiographie familiale.
En 2021-2022, elle signe avec Lorris Murail une trilogie havraise : Angie !, Souviens-toi de septembre ! et À l'hôtel du Pourquoi-Pas ?, dont elle achève seule le dernier volet entamé avant la mort de son frère.
En 2023, elle co-écrit le septième tome de sa série Sauveur & Fils avec sa fille Constance Robert-Murail.

### Décorations
- 2004 :  Chevalier de la Légion d'honneur[12] pour l'ensemble de son œuvre pour la jeunesse
- 2017 :  Officier de la Légion d'honneur[13] pour sa contribution au « rayonnement de la France à travers la culture »[14]
- 2022 : chevalière dans l'ordre des Arts et des Lettres[15]

## Publications

### Par thèmes

#### Série desÉmilien
Marie-Aude Murail met en scène Émilien Pardini, un garçon qui a quatorze ans au début de la série et qui vit seul avec sa mère, Sylvie. La série le suit tout au long de son adolescence. Marie-Aude Murail exploite toutes les ressources comiques et dramatiques de la famille monoparentale contemporaine.
- Baby-sitter blues (1989)
- Le Trésor de mon père (1989)
- Le Clocher d'Abgall (1989)
- Au bonheur des larmes (1990)
- Un séducteur né (1991)
- Sans sucre, merci (1992)
- Nos amours ne vont pas si mal (1993)

La série a été rééditée dans la collection Neuf (2006).

#### Série desNils Hazard
Parallèlement aux Émilien, Marie-Aude Murail entame une série d’aventures dans lesquelles Nils Hazard, professeur d'étruscologie à la Sorbonne, résout des énigmes policières, avec l'aide d’une ex-étudiante devenue sa secrétaire et sa petite amie, Catherine Roque.
- Dinky Rouge Sang (1991)
- L’assassin est au collège (1992)
- La Dame qui tue (1993)
- Tête à rap (1994)
- Scénario catastrophe (1995)
- Qui veut la peau de Maori Cannell ? (1997)
- Rendez-vous avec M. X (1998)

#### Les «fantastiques»
Marie-Aude Murail diversifie sa production en explorant un quotidien légèrement décalé vers le fantastique, d'abord avec Ma vie a changé (1997) qui met en scène une bibliothécaire aux prises avec un elfe domestique, puis plus franchement délirant quand ce quotidien côtoie vampires (Amour, vampire et loup-garou, 1998) ou extra-terrestres (Tom Lorient, 1998). La passion des adolescents pour les jeux vidéo lui inspire en 2002 Golem, qui joue sur l'irruption du virtuel dans le monde réel. Golem est aussi une expérience d'écriture à trois. Frère et sœurs ont exprimé, chacun à leur manière, comment ils l'avaient vécue. Marie-Aude partage un nouveau projet d'écriture avec son frère Lorris l'année suivante (L'Expérienceur, 2003).
- Ma vie a changé (1997)
- Amour, vampire et loup-garou (1998)
- Tom Lorient (1999)
- L'Expérienceur (écrit avec Lorris Murail) (2003)
- Golem (écrit avec Elvire et Lorris Murail) (2002)

Publié en cinq tomes chez Pocket au cours de l'année 2002, Magic Berber, Joker, Natacha, Monsieur William et Alias, Golem est ressorti en un volume grand format en octobre 2003 (réédition revue et corrigée, février 2010). Golem a été traduit en anglais, italien, brésilien, serbo-croate, lituanien, chinois, coréen et japonais.

#### L'Histoire comme source d'histoires
Après Jésus, comme un roman... (1997), Marie-Aude Murail écrit pour la revue Je Bouquine un feuilleton en six épisodes, publié dans les derniers mois du deuxième millénaire. Elle plonge alors ses lecteurs dans six époques différentes de l'Histoire (D'amour et de sang, 1999). Puis, elle rend hommage à son romancier préféré et heavenly father[Quoi ?] (Charles Dickens, 2005), hommage réitéré en 2012 avec l'adaptation des Grandes espérances. Elle ramène ses lecteurs dans l'Angleterre du XIXe siècle avec la biographie  d'une illustratrice victorienne, inspirée de la vie de Beatrix Potter (Miss Charity, 2008). Pour Malo de Lange, elle a revisité le Paris d'Eugène Sue et appris l'argot des grinches pourchassés par Vidocq.
- Jésus, comme un roman...(1997, réédition 2021)
- D'amour et de sang (1999)
- Charles Dickens (2006)
- De grandes espérances (adaptation) (2012)
- Miss Charity (2008)
- Malo de Lange, fils de voleur (2009)
- Malo de Lange, fils de Personne (2011)
- Malo de Lange et le fils du roi (2012)

#### Série desSauveur & fils
En 2016, pour tenter de répondre aux plaintes, problèmes et tourments de la jeunesse contemporaine qui ne semble pas aller bien, Marie-Aude Murail démarre la série des « Sauveur » mettant en scène un psychologue clinicien antillais veuf vivant à Orléans avec son jeune fils Lazare. Au travers des patients de tout âge qu'il reçoit dans son cabinet ainsi que des personnages qui entrent dans sa vie personnelle au fil des tomes, Sauveur se confronte à un nombre très important de thématiques sociales (l'homophobie, la dépression le sexisme, la pédophilie, le cyber-harcèlement, la mutilation, le racisme, les troubles obsessionnels compulsifs, le stress post-traumatique, le culte de l'apparence, les addictions, la dysphorie de genre ou encore les familles recomposées) dont certaines sont extrêmement actuelles puisque les évènements de la série suivent le calendrier réel (le tome 1 commence en janvier 2015), ce qui permet de traiter des thèmes comme la peur causée par les attentats du 13 novembre 2015 ou par l'urgence écologique. L'intrigue tourne majoritairement autour de Sauveur qui jongle perpétuellement entre sa vie familiale (dont les membres s'accroissent rapidement au fil des tomes), sa vie professionnelle parfois lourde à porter en raison de ce qu'il y entend, et son passé tourmenté : son enfance dans une famille adoptive blanche, le suicide de sa première épouse.
- Sauveur & Fils, saison 1, éd. L'École des loisirs (2016)
- Sauveur & Fils, saison 2, éd. L'École des loisirs (2016)
- Sauveur & Fils, saison 3, éd. L'École des loisirs (2017)
- Sauveur & Fils, saison 4, éd. L'École des loisirs (2018)
- Sauveur & Fils, saison 5, éd. L'École des loisirs (2019)
- Sauveur & Fils, saison 6, éd. L'École des loisirs (2020)
- Sauveur & Fils, saison 7, éd. L'École des loisirs (2023) (co-écrit avec sa fille Constance Robert-Murail)

#### Une œuvre qui se diversifie
Bien que ses lecteurs, qui ont un peu grandi en trente ans, lui redemandent régulièrement des nouvelles d'Émilien, de Martine-Marie ou de Nils, Marie-Aude Murail change maintenant à chaque roman de genre et d'époque. Si l'adolescence et ses parcours restent au cœur de chacun de ses livres, la famille, les considérations sociales et politiques, voire morales (Tu t'es vu quand tu triches ?, 2000) s'invitent de plus en plus dans son œuvre. Avec la force de l'expérience et de l'actualité, quand il s'agit de la question des enfants sans-papiers et de la nécessaire sanctuarisation de l'École (Vive la République !, 2005) ou bien de l'entreprise et de la maternelle soumises aujourd'hui aux mêmes impératifs de la mondialisation et du travailler plus (Papa et maman sont dans un bateau, printemps 2009), mais jamais sans humour.
Marie-Aude Murail a été une des premières à aborder l'homosexualité en littérature pour adolescents. Elle s'est exprimée sur la question dans une interview : « Alors bien sûr, pour moi, Oh, boy ! est un roman totalement militant, en l'occurrence contre l'homophobie, notamment celle des jeunes qui affichent un rejet instinctif des homos de crainte d’être eux-mêmes « mal identifiés », et dont l’insulte favorite est de traiter quelqu'un de pédé. »
Malgré la gravité de certains thèmes, sa « pédagogie dramatique de la vie » n'est ni noire ni lourde : Marie-Aude Murail considère qu'une œuvre de fiction destinée à la jeunesse n'a aucune raison de se terminer mal. Pour la part qui lui incombe, elle pense même sincèrement que ce serait une faute professionnelle. C'est peut-être là le seul principe éthique défendu par la romancière et commandé par l'existence même de ses personnages et la dynamique que ceux-ci impriment à son écriture. Ainsi, « la vie, la Vie » sont les derniers mots de Miss Charity. Il n'empêche que la mort rôde, elle aussi, dans le thriller — son premier — paru au printemps 2010 : Le Tueur à la cravate. Jean Perrot a pu écrire : « Son but véritable est de toucher les cœurs par une émotion purificatrice, objet ultime de la morale de la romancière. »
- Tu t'es vu quand tu triches ? (essai) (2000)
- Oh, boy ! (2000)
- Simple (2004)
- Maïté Coiffure (2004)
- La Fille du docteur Baudoin (2006)
- Vive la République ! (2005)
- Papa et maman sont dans un bateau (2009)
- Le Tueur à la cravate (2010)
- 3 000 façons de dire je t'aime, éd. L'École des loisirs (2013)
- Angie !, éd. L'École des loisirs (2021) (co-écrit avec Lorris Murail)

#### Pour ses premiers lecteurs
Son premier roman pour les plus jeunes lecteurs est une parodie de contes, publiée chez Gallimard :
- Mystère (1987)

Deux albums :
- Funiculaire (1989)
- Son papa est le roi (1993)

Suivent treize Mouche et deux Neuf édités à L'École des loisirs :
- Le Chien des Mers (1988)
- Le hollandais sans peine (1989)
- Les Secrets véritables (1990)
- Mon bébé à 210 francs (1990)
- Un dimanche chez les dinosaures (1991)
- Le Changelin (1994)
- Qui a peur de madame Lacriz ?[22] (1996)
- Souï Manga (écrit avec Elvire Murail) (1999)
- Peau-de-rousse (1999)
- Patte-blanche (2005)
- 22 ! (2008)
- La Bande à Tristan (2010)
- Zapland (2016)

- MythO (2001)
- Nonpareil (2007)

Outre cinq histoires courtes parues dans Astrapi, Marie-Aude Murail a publié une vingtaine de récits illustrés dans le mensuel J'aime lire (« à partir de 7 ans »), dont la plupart ont été repris en livres chez Bayard.
- Graine de monstre (1991)
- L'Oncle Giorgio (1990)
- Le Visiteur de minuit (1993) (réécrit, illustré par Christel Espié et publié chez Albin Michel jeunesse (2018)
- Les Secrets du docteur Magicus (1993)
- L'Or des mages (1996)
- Noël à tous les étages (2001)
- Il était trois fois (écrit avec Elvire Murail) (2008)

La série L'Espionne, illustrée par Frédéric Joos, chez Bayard
- L'espionne fonde son club (2001)
- L'Espionne (2001)
- L'espionne joue à l'espion (2001)
- L'espionne sauve la planète (2003)
- L'espionne arrête d'espionner (2003)
- L'espionne allume son robot (2003)
- L'espionne s'énerve (2003)
- L'espionne se méfie (2004)
- L'espionne veut la vérité (2004)
- L'espionne cartonne (2005)
- L'espionne déclone (2006)
- L'espionne est occupée (2007)
- L'espionne réfléchit (2009)
- L'espionne s'emmêle (2010)
- L'espionne ment énormément (2011)
- Temps de canard pour l'espionne (2011)
- L'espionne frissonne (2012)
- L'espionne s'étonne (2013)
- L'espionne à l'école (2018)
- L'espionne est sur une piste (2019)
- L'espionne se croit tout permis (2019)

Je bouquine, du même éditeur, accueille régulièrement ses récits, plus longs et à l'intention des 10-15 ans.
- Le Défi de Serge T. (1993)
- Moi, le zoulou (1994)
- Devenez populaire en cinq leçons (1995)
- La Peur de ma vie (2000)
- Le Gène zinzin (2002)
- Jeu dangereux (2003)
- Maïté Coiffure (2004) (revu et augmenté pour L'École des loisirs)
- Le Baron de Nonpareil (2006)
- 2000 ans pour s'aimer (2021)

#### Le métier d'écrivain pour la jeunesse
Marie-Aude Murail n'a cessé de réfléchir, depuis sa thèse de lettres, sur sa pratique d'écrivain jeunesse et d'écrire à ce sujet des articles, des conférences et même des livres. Elle en a publié un premier en 1993, dans lequel elle faisait le bilan de ses rencontres avec son public et, dix ans plus tard, un second qui est davantage consacré aux convictions qui l'ont fait, comme elle l'écrivait déjà en conclusion de sa thèse, « demeurer en enfance ». De cette position arrêtée à vingt-cinq ans, elle n'a cessé pourtant d'élargir son audience, ses lecteurs lui restant fidèles bien après le temps de l'enfance et de l'adolescence. En 2010, pour répondre à la question que ses lecteurs lui posent si souvent : « D'où vous viennent vos idées ? », elle a annexé son « journal de création » au Tueur à la cravate, journal tenu pendant les six mois qui ont précédé l'écriture du roman.
- Continue la lecture, on n'aime pas la récré (1993)
- Auteur jeunesse - Comment le suis-je devenue, pourquoi le suis-je restée (2003)
- Comment naît un roman (ou pas) in Le Tueur à la cravate (2010)

#### Pour ceux qui n'aiment pas lire
L'écrivain jeunesse est souvent invitée dans les zones d'éducation prioritaire (ZEP). Depuis de nombreuses années, en effet, la littérature jeunesse est utilisée par les enseignants pour initier les élèves au plaisir de la lecture. Elle a désormais acquis dans l'École son statut de littérature à part entière avec les listes d'ouvrages jeunesse recommandés par le ministère de l'Éducation nationale. Forte de ses milliers de rencontres dans les établissements scolaires et dans les bibliothèques, Marie-Aude Murail a fait le pari de s'adresser directement aux non-lecteurs en écrivant un livre qui leur est spécialement destiné. Et pour ceux qu'elle avait convaincus, elle a écrit un second livre présentant les livres qu'elle aimait, d'humour, d'amour ou d'horreur.
- Nous on n'aime pas lire (1996) (réédition 2002)
- Je ne sais pas quoi lire (1998)

#### Pour ceux qui apprennent à lire
Marie-Aude Murail s'est aussi intéressée à l'apprentissage de la lecture. Associée pendant cinq ans à une institutrice orléanaise de CP, Christine Thiéblemont, rejointe par une conseillère pédagogique, Patricia Bucheton, elle publie en 2008 une méthode de lecture pour le Cours préparatoire, la méthode Bulle, aux éditions Bordas. Marie-Aude Murail expose ses motivations et sa place d'auteur pour la jeunesse dans cette aventure pédagogique à trois dans un entretien publié initialement sur le site de la Charte des auteurs et des illustrateurs jeunesse dont elle fait partie. La méthode Bulle se caractérise par le rôle qu'elle donne à la littérature jeunesse et à la lecture à voix haute dans le développement de l'imaginaire enfantin. Marie-Aude Murail s'en explique dans une vidéo.
- Bulle  méthode de lecture pour le CP - cycle 2 (2008).

### Par décennies

#### Années 1980
- Passage, 1985
- Voici Lou, 1986
- Mystère, 1987
- Le Chien des Mers, 1988
- Les Mésaventures d'Émilien 1. Baby-sitter blues, 1989
- Les Mésaventures d'Émilien 2. Le trésor de mon père, 1989
- Les Mésaventures d'Émilien 3. Le clocher d'Abgall, 1989
- Le Hollandais sans peine, 1989
- Funiculaire, 1989

#### Années 1990
- Les Mésaventures d'Émilien 4. Au bonheur des larmes, 1990
- Mon bébé à 210 francs, 1990
- Les Secrets véritables, 1990
- L'Oncle Giorgio, 1990
- Graine de monstre, 1991
- Nils Hazard chasseur d'énigmes : Dinky rouge sang, 1991
- Les Mésaventures d'Émilien 5. Un séducteur-né, 1991
- Un dimanche chez les dinosaures, 1991
- Nils Hazard chasseur d'énigmes : L'Assassin est au collège, 1992
- Les Mésaventures d'Émilien 6. Sans sucre, merci, 1992
- Les Mésaventures d'Émilien 7. Nos amours ne vont pas si mal, 1993
- Nils Hazard chasseur d'énigmes : La dame qui tue, 1993
- Son papa est le roi, 1993
- Le Visiteur de minuit, 1993
- Les Secrets du docteur Magicus, 1993
- Le Défi de Serge T., 1993
- Continue la lecture, on n'aime pas la récré..., 1993
- Moi, le zoulou, 1994
- Le Changelin, 1994
- Nils Hazard chasseur d'énigmes : Tête à rap, 1994
- Nils Hazard chasseur d'énigmes : Scénario catastrophe, 1995
- Devenez populaire en cinq leçons, 1995
- Nous on n'aime pas lire, 1996
- Qui a peur de Madame Lacriz ?, 1996
- L'Or des mages, 1996
- Nils Hazard chasseur d'énigmes : Qui veut la peau de Maori Cannell ?, 1997
- Jésus, comme un roman..., 1997
- Ma vie a changé, 1997
- Je ne sais pas quoi lire, 2001
- Amour, vampire et loup-garou, 1998
- Nils Hazard chasseur d'énigmes : Rendez-vous avec Monsieur X, 1998
- D'amour et de sang, 1999
- Peau de rousse, 1999
- Tom Lorient, 1999
- Souï-Manga,1999 (écrit avec Elvire Murail)

#### Années 2000
- La Peur de ma vie, 2000
- Tu t'es vu quand tu triches ?, 2000
- Oh, boy ! 2000
- Noël à tous les étages, 2001
- MythO, 2001
- L'Espionne, 2001
- L'espionne fonde son club, 2001
- L'espionne joue à l'espion, 2001
- Golem, 2002 (écrit avec Elvire Murail et Lorris Murail)
- Auteur jeunesse - Comment le suis-je devenue, pourquoi le suis-je restée, 2003
- Le Gène zinzin, 2003
- Jeu dangereux, 2003
- L'espionne sauve la planète, 2003
- L'espionne arrête d'espionner, 2003
- L'espionne allume son robot, 2003
- L'espionne s'énerve, 2003
- L'Expérienceur, 2003 (écrit avec Lorris Murail)
- Simple, 2004
- Maïté Coiffure, 2004
- L'espionne se méfie, 2004
- L'espionne veut la vérité, 2004
- Vive la République !, 2005 (réédition 2019)
- Charles Dickens, 2005
- Patte-Blanche, 2005
- L'espionne cartonne, 2005
- La Fille du docteur Baudoin, 2006
- Charles Dickens, 2006
- L'espionne déclone, 2006
- Nonpareil, 2007
- L'espionne est occupée, 2007
- Bulle - méthode de lecture pour le Cours préparatoire - cycle 2, 2008 (en collaboration avec Christine Thiéblemont et Patricia Langlois-Bucheton)
- Il était trois fois, 2008 (écrit avec Elvire Murail)
- Miss Charity, 2008
- 22 !, 2008
- L'espionne réfléchit, 2009
- Malo de Lange, fils de voleur - tome 1, 2009
- Papa et Maman sont dans un bateau, 2009

#### Années 2010
- La Bande à Tristan, 2010
- Le Tueur à la cravate, suivi de : Comment naît un roman (ou pas), 2010
- L'espionne s'emmêle, 2010
- Malo de Lange, fils de Personne - tome 2, 2011
- L'espionne ment énormément, 2011
- Temps de canard pour l'Espionne, 2011
- De grandes espérances, 2012 (adaptation du roman de Charles Dickens)
- Malo de Lange et le fils du roi - tome 3, 2012
- La petite fille dans la tête : où l'on comprend qu'on peut avoir cinq ans toute sa vie, illustré par Benoît Morel avec Rosa, coll. « Trimestre », Oskar éditeur, 2012
- L'espionne frissonne, 2012
- L'espionne s'étonne, 2013
- 3 000 façons de dire je t'aime, 2013
- Pas si méchant, 2015
- Zapland, 2016
- Sauveur & Fils, saison 1, 2016
- Sauveur & Fils, saison 2, 2016
- Sauveur & Fils, saison 3, 2017
- La maîtresse donne trop de devoirs, 2017
- En nous beaucoup d'hommes respirent, 2018
- Le visiteur de minuit, 2018
- Sauveur & Fils, saison 4, 2018
- L'espionne à l'école (2018)
- Sauveur & Fils, saison 5, 2019
- L'espionne est sur une piste (2019)
- L'espionne se croit tout permis (2019)

#### Années 2020
- Sauveur & Fils, saison 6, 2020
- L'espionne, saison 1, 2021
- Angie !, 2021 (co-écrit avec Lorris Murail)
- Souviens-toi de septembre !, 2021 (co-écrit avec Lorris Murail)
- 2000 ans pour s'aimer, 2021
- À l'hôtel du Pourquoi-Pas ?, 2022 (co-écrit avec Lorris Murail)
- Pitsi-Mitsi : du temps où les animaux parlaient[26], 2022 (illustré par Régis Lejonc)
- Sauveur & Fils, saison 7, 2023 (co-écrit avec Constance Robert-Murail)

- Francoeur - À nous la vie d’artiste !, 2024 (co-écrit avec Constance Robert-Murail)

## Une œuvre reconnue
Oh, boy ! est son livre le plus primé et le plus traduit. Une adaptation télévisée, produite par K'ien Productions, a été réalisée par Thierry Binisti, sous le titre On choisit pas ses parents en 2008. Sa traduction italienne a reçu le prix Paolo Ungari-Unicef 2008 et le Premio LIBER 2009.
La plupart de ses autres livres ont reçu des prix, en France comme à l'étranger, puisqu'ils sont exportés, en Europe et au-delà, traduits en une vingtaine de langues. Simpel, la traduction allemande de Simple par Tobias Scheffel, a reçu le 17 octobre 2008 le Deutscher Jugendliteraturpreis décerné par un jury d'adolescents allemands dans le cadre de la foire du livre de Francfort. La version française avait déjà reçu en 2006 le Prix des lycéens allemands à la Foire de Leipzig. En France, Simple a fait l'objet d'un téléfilm réalisé par Ivan Calbérac.
Oh, Boy ! a été également adapté au théâtre par Catherine Verlaguet et mis en scène par Olivier Letellier. La pièce, jouée par Lionel Erdogan, a reçu le Molière 2010 du spectacle Jeune public. Ma vie a changé a aussi bénéficié d'une adaptation théâtrale.
En 2022, les ouvrages de Marie-Aude Murail sont traduits dans une trentaine de langues.
Pour l'année 2022, elle est sélectionnée pour la huitième année consécutive (depuis 2015) pour le prestigieux prix suédois, le Prix commémoratif Astrid-Lindgren.
Après plusieurs années de nominations, et finaliste en 2020, le 21 mars 2022, Marie-Aude Murail s'est vu décerner le prix Hans-Christian-Andersen dans la catégorie Écriture, par le jury de l'International Board on Books for Young people (IBBY).

## Prix littéraires

### Par ouvrages
Le Chien des Mers
- Prix Sorcières 1989

Le Hollandais sans peine
- Prix Sorcières 1990,

Baby-sitter blues
- Prix Bernard Versele 1992 de littérature enfantine (Ligue des familles - Belgique)

Oh, boy !
- Prix Jeunesse France Télévision 2000,
- Prix Tam-Tam 2000 (Salon du livre de jeunesse de
- Prix Sésame 2001 (Salon du livre de jeunesse de Saint-Paul-Trois-Châteaux),
- Prix LIVRENTÊTE de Culture et bibliothèques pour tous (Futuroscope, 4 mai 2001),
- Prix Ados de la ville de Rennes/Ille-et-Vilaine 2001 (6 juin 2001),
- Prix Tatoulu 2001,
- Prix Farniente 2001 (Belgique),
- Prix Paolo Ungari-Unicef 2008 (Alice nella città, 30 octobre 2008, traductrice : Federica Angelini),
- Premio LIBER (Foire de Bologne, 24 mars 2009),
- Goldener Lufti (Pegasus-Leserpreis für Jugendbücher, 5 mars 2009),
- Prix Un libro per la testa 2009 (Suzzara, Italie)

Maïté Coiffure
- Prix des Dévoreurs de livres 2004-2005 du département de l'Eure,
- Prix Tatoulu 2005,
- Prix Marguerite Audoux des collèges (département du Cher),

Simple
- Prix SNCF 2005 du livre de jeunesse,
- Prix des lycéens allemands 2006 (Leipzig, 17 mars 2006),
- Prix Farniente « deux baskets » (Charleroi, 25 mars 2006),
- Prix Ados de la ville de Rennes/Ille-et-Vilaine 2006 (7 juin 2006),
- Prix des lycéens allemands 2007 (Leipzig),
- Deutscher Jugendliteraturpreis - Preis der Jugendjury (salon de Francfort, 17 octobre 2008, traducteur : Tobias Scheffel, éditeur : Fischer Schatzinsel Verlag),
- Goldenen Bücherwurm 2008 (Kinder-Akademie Fulda, 1er octobre 2008),
- Hörbuchpreis der Landeshauptstadt Wiesbaden 2009[35]

Jésus, comme un roman...
- Prix Jeunesse 1998 du Syndicat des libraires de littérature religieuse.

Golem (coécrit avec Elvire et Lorris Murail)
- Grand Prix de l'Imaginaire 2003,
- Prix des Incorruptibles 2003

Vive la République !
- Prix Lire-SNCF 2006 (Salon du livre de Paris, 22 mars 2006),
- Prix Gayant Lecture 2007 catégorie 4 (Douai, 6 février 2007)

Miss Charity
- Liste d'honneur de l'IBBY 2010
- Migliore libro del 2013 - revue italienne LIBER[36].

Malo de Lange, fils de voleur
- Prix Tatoulu 2011

Le Tueur à la cravate
- Prix Gavroche 2011
- Prix Mordus du polar 2012

Sauveur & Fils, saison 1
- Pépite France Télévisions 2016 (catégorie Grands)
- Prix Ados de la ville de Rennes/Ille-et-Vilaine 2017
- Premio Mare di Libri 2020 (Rimini, Italie) (sous le titre : Lupa bianca lupo nero)

### Pour l'ensemble de son œuvre
- Sélections de 2015 à 2022 (huit années d'affilée) pour le prix commémoratif Astrid-Lindgren[33]
- prix Hans-Christian-Andersen 2022[37],[38]

## Scénarios
Marie-Aude Murail est la scénariste de Baby-sitter blues, téléfilm réalisé par Williams Crépin.
Elle est aussi coscénariste du film Malabar Princess, réalisé par Gilles Legrand (2004).

## Discours d'acceptation du Prix Hans Christian Andersen 2022
Ce discours a été prononcé
par Marie-Aude Murail le 6 septembre 2022, à l’occasion de la remise de la médaille et du diplôme du Prix Hans-Christian-Andersen, durant le 38e Congrès international de l'IBBY à Putrajaya, en Malaisie.
- Marie-Aude Murail, « Prix Hans Christian Andersen 2022 catégorie illustration. Discours d’acceptation de Marie-Aude Murail », La Revue des livres pour enfants, no 328,‎ 2023, p. 185-187 (lire en ligne, consulté le 2 mars 2025)

## Adaptations de son œuvre

### À la télévision
- 1997 : Baby-sitter blues de Williams Crépin, d'après le roman éponyme publié en 1987[40].
- 2008 : On choisit pas ses parents de Thierry Binisti, d'après son roman Oh, boy ! publié en 2000[41].
- 2011 : Simple de Ivan Calbérac, d'après le roman du même nom publié en 2004[42].

### Au théâtre
- Oh, boy ! adapté du livre éponyme par Catherine Verlaguet, mis en scène par Oliver Letellier, créé par Lionel Erdogan[43],[44].